# ليونغ تسز تشون
ليونغ تسز تشون (بالصينية: 梁子駿) هو لاعب كرة قدم ومدرب كرة قدم صيني في مركز الوسط، ولد في 19 مايو 1985 في هونغ كونغ في الصين. شارك مع منتخب هونغ كونغ تحت 23 سنة لكرة القدم ومنتخب هونغ كونغ لكرة القدم. أما مع النوادي، فقد لعب مع نادي إيسترن سبورتس ونادي جنوب الصين ونادي سون هي.

## وصلات خارجية
- ليونغ تسز تشون على موقع قاعدة بيانات كرة القدم.إي يو (الإنجليزية)
- ليونغ تسز تشون على موقع Soccerway.com (الإنجليزية)